# Murina tenebrosa
Murina tenebrosa là một loài động vật có vú trong họ Dơi muỗi, bộ Dơi. Loài này được Yoshiyuki mô tả năm 1970.